# Adham as-Sajjid
Adham Ajman Gharib Abduh as-Sajjid, Adham Ayman Gharib Abdou El-Sayed  (arab. أدهم أيمن غريب عبده السيد; ur. 16 kwietnia 2004) – egipski zapaśnik walczący w stylu klasycznym. Złoty medalista mistrzostw Afryki w 2024. Mistrz Afryki juniorów w 2023 roku.